# Николаевка 1-я (Самарская область)
Никола́евка 1-я — деревня в Кинельском районе Самарской области, входит в состав сельского поселения Новый Сарбай.

## География
Деревня находится на левом берегу реки Большой Кинель, на расстоянии примерно 29 км (по прямой) к северо-востоку от города Кинель, административного центра района.

### Часовой пояс
Деревня Николаевка 1-я, как и вся Самарская область, находится в часовой зоне МСК+1. Смещение применяемого времени относительно UTC составляет +4:00.

## Население
| 2010 |
| ---- |
| 0    |